# Eichstetten am Kaiserstuhl
Eichstetten am Kaiserstuhl là một thị xã trong huyện Breisgau-Hochschwarzwald bang Baden-Württemberg thuộc nước Đức. Đô thị Eichstetten am Kaiserstuhl có diện tích 12,31 km², dân số thời điểm 31 tháng 12 năm 2020 là 3616 người.